# Tokyo Actor’s Consumer’s Cooperative Society
Tokyo Actor’s Consumer’s Cooperative Society (jap. 東京俳優生活協同組合 Tōkyō Haiyū Seikatsu Kyōdō Kumiai), znana również jako Haikyō (jap. 俳協) – japońska agencja zarządzania talentami głosowymi, która reprezentuje sporą liczbę aktorów dubbingowych. Firma znajduje się w Sendagaya, Shibuya.

## Członkowie

### Mężczyźni
- Wataru Abe
- Bucky Koba (Gō Kiba)
- Buntarō Aoyagi
- Shigeru Chiba
- Chō (Yūichi Nagashima)
- D.J. Nike (Tadashi Naitō)
- Kiyotaka Furushima
- Issei Futamata
- Keijū Hariya
- Seiichi Hirai
- Minoru Hodaka
- Yūichi Iguchi
- Masaru Ikeda
- Shūichi Ikeda
- Takehiro Imamura
- Jun Ishimaru
- Kentarō Itō
- Mantarō Iwao
- Hisashi Izumi
- Kentarō Kaji
- Masanobu Kariya
- Seizō Katō
- Ryō Kinomoto
- Kazuhiko Kishino
- Riki Kitazawa
- Motomu Kiyokawa
- Kiyoshi Kobayashi
- Masaaki Kōda
- Keita Koga
- Takayuki Kondō
- Hisanori Koyatsu
- Ryūichi Kubota
- Takeshi Kuwabara
- Tadashi Nakamura
- Shin Masuda
- Hiroshi Masuoka
- Dai Matsumoto
- Daisuke Matsuoka
- Hikaru Miyata
- Atsuo Mori
- Akira Murayama
- Daisuke Odera
- Masaaki Okabe
- Eiichi Onoda
- Kaneomi Ōya
- Hisao Ōyama
- Yutaka Ōyama
- Asato Satō
- Masaaki Sekine
- Kaoru Shinoda
- Masanori Shinohara
- Junichi Suwabe
- Taimei Suzuki
- Tora Take
- Seigo "M" Takei
- Masaya Taki
- Yasuaki Takumi
- Nobuo Tanaka
- Kōichi Tōchika
- Eizō Tsuda
- Isao Yamagishi
- Yukio Yamakawa
- Ittoku Yamanaka
- Eisuke Yoda
- Saburō Yokō
- Nobuyuki Yoneyama
- Seiichirō Yoshimura

### Kobiety
- Risa Aoi
- Miho Arakawa
- Kaori Asano
- Miyoko Asō
- Mie Azuma
- Eriko Hagiwara
- Yōko Hasegawa
- Tomoko Hiratsuji
- Yonhi Hon
- Yumi Ichihara
- Masako Ikeda
- Yukiko Inami
- Sawa Ishige
- Shizuka Ishikawa
- Waka Kanda
- Reiko Katsura
- Ryōko Kinomiya
- Keiko Kondo
- Makoto Kōsaka
- Hisako Kyōda
- Junko Minagawa
- Yumi Mizusawa
- Chiaki Morita
- Kaoru Morota
- Kazusa Murai
- Akiko Muta
- Akiko Nakagawa
- Saki Nakajima
- Keiko Nakamura
- Tomoko Nakamura
- Yūko Nakamura
- Rio Natsuki
- Tomomi Ogate
- Sayaka Ōhara
- Yoshimi Ojima
- Fuyuka Ōura
- Yōko Saiki
- Sumie Sakai
- Aya Saitō
- Reiko Sasagawa
- Nozomi Sasaki
- Yōko Sasaki
- Rina Satō
- Toshiko Sawada
- Eri Sendai
- Ai Shimizu
- Yū Sugimoto
- Chihiro Tagaino
- Hiroko Taguchi
- Haruko Takahagi
- Kotoe Taichi
- Megumi Tano
- Kimiko Tsuruta
- Mizuho Tsushima
- Mayumi Yanagisawa
- Kiyomi Yazawa

## Dawni członkowie

### Mężczyźni
- Mitsuo Andō (śmierć)
- Shin Aomori (przeniósł się do Sigma Seven)
- Kazunori Arai
- Kazuo Asakura (obecnie Across Entertainment)
- Bomber Morio
- Tōru Furuya (obecnie przeniósł się do Aoni Production)
- Goblin (przeniósł się do Across Entertainment)
- Eiji Hanawa (przeniósł się do Kenyū Office)
- Kōichi Hashimoto (przeniósł się do Production Tanc)
- Michio Hazama (reprezentuje Mouvement)
- Hirokazu Hiramatsu (przeniósł się do Gajetto)
- Shingo Hiromori (przeniósł się do Sigma Seven)
- Michirō Iida
- Shōzō Iizuka (przeniósł się do Sigma Seven)
- Masao Imanishi (śmierć)
- Eiji Itō (moved przeniósł się do Kekke Corporation)
- Masaki Iwana
- Tatsuya Jō (śmierć)
- Takuzō Kamiyama (śmierć)
- Hisashi Katsuta (przeniósł się do Arts Vision)
- Kōji Kawamura
- Kōichi Kitamura (Hajimu Kimura) (przed śmiercią przeniósł się do Mausu Promotion)
- Kyōji Kobayashi (śmierć)
- Yasuaki Kurata (reprezentuje Kurata Promotion)
- Daisuke Maki (przeniósł się do Sigma Seven)
- Eiji Maruyama (przeniósł się do Arts Vision)
- Issei Masamune (przeniósł się do Sigma Seven)
- Tatsuo Matsumura (śmierć)
- Minoru Midorikawa (śmierć)
- Bandō Mitsugorō X (Bandō Yasosuke V)
- Katsuji Mori (reprezentuje Office Mori)
- Masahiko Murase
- Ichirō Nagai (przeniósł się do Aoni Production)
- Shūsei Nakamura na emeryturze
- Ryūsei Nakao (przeniósł się do 81 Produce)
- Daisuke Namikawa (przeniósł się do Across Entertainment)
- Takahiro Natsui (przeniósł się do Kiraboshi)
- Toku Nishio (śmierć)
- Nachi Nozawa (przeniósł się do Ken Production)
- Bankō Ōgata (przeniósł się do 81 Produce)
- Tamio Ōki (przeniósł się do Mausu Promotion)
- Teiji Ōmiya (śmierć)
- Ryūzaburō Ōtomo (przeniósł się do Aoni Production)
- Ulf Ōtsuki
- Moichiha Saitō (przeniósł się do Sigma Seven)
- Ikuya Sawaki (przeniósł się do Arts Vision)
- Tomokazu Seki (przeniósł się do Atomic Monkey)
- Hidekatsu Shibata (przeniósł się do Aoni Production)
- Ushio Shima (śmierć)
- Akira Shimada (przed śmiercią przeniósł się do Engekishūdan Mitō)
- Daisaku Shinohara (przeniósł się do 81 Produce)
- Bunji Shōno (przeniósł się do Atō Production)
- Toshiya Sugita (na emeryturze)
- Hirotaka Suzuoki (przed śmiercią przeniósł się do Ken Production)
- Hiroshi Takeda
- Tsutomu Tareki
- Kazuya Tatekabe (menedżer Kenyū Office)
- Naoki Tatsuda (przeniósł się do Aoni Production)
- Mikio Terashima (na emeryturze)
- Kōtarō Tomita (śmierć)
- Kenjirō Tsuda (przeniósł się do Mediarte Entertainment Works i do Stardust Promotion)
- Toshiya Ueda (przeniósł się do 81 Produce)
- Shū Wada
- Setsuo Wakui (śmierć)
- Takeshi Watabe (przeniósł się do 81 Produce)
- Kōichi Yamadera (przeniósł się do Across Entertainment)
- Takeshi Yamazaki (śmierć)
- Naoki Yanagi (reprezentuje FreeMarch)
- Jōji Yanami (przeniósł się do Aoni Production)
- Kazuki Yao (przeniósł się do Sigma Seven)
- Daisuke Kishio (przeniósł się do to Horipro)

### Kobiety
- Mitsuko Asō (na emeryturze)
- Hisako Hara (śmierć)
- Hazuki (Hazuki Tanaka)
- Akari Higuchi (moved przeniosła się do Across Entertainment)
- Fumi Hirano (przeniosła się do to Horipro)
- Chieko Honda (przeniosła się do to Max Mix)
- Saori Honma
- Mai Hoshikawa (przeniosła się do Atomic Monkey)
- Chieko Ichikawa (przeniosła się do Kiraboshi)
- Kazue Ikura (przeniosła się do Aoni Production)
- Yō Inoue (śmierć)
- Chizu Kataoka
- Midori Katō
- Saori Katō (przeniosła się do Aksent)
- Yoshika Kodama (Shiori Hazuki)
- Rica Matsumoto (przeniosła się do Sun Music)
- Yōko Matsuoka (przeniosła się do 81 Produce)
- Yūna Mizuki (przeniosła się do Across Entertainment)
- Buna Morino (przeniosła się do Across Entertainment)
- Miki Nagasawa (przeniosła się do Atomic Monkey)
- Michiko Nomura (główny menedżer w Ken Production)
- Fumiko Orikasa (przeniosła się do Atomic Monkey)
- Yoshino Ōtori (przeniosła się do Ken Production)
- Jun Sagawa (przeniosła się do Kenyū Office)
- Akane Sakai (przeniosła się do Velvet Office)
- Yoshiko Sakakibara
- Chika Sakamoto (Chinatsu Ishihara) (przeniosła się do Arts Vision)
- Miho Sakuma (przeniosła się do Across Entertainment)
- Riko Sayama (przeniosła się do Kekke Corporation)
- Masako Sugaya (przeniosła się do Arts Vision)
- Hiroko Suzuki (przeniosła się do Ken Production)
- Sanae Takagi (przeniosła się do Aoni Production)
- Gara Takashima (przeniosła się do Across Entertainment)
- Sakiko Tamagawa (przeniosła się do Sigma Seven)
- Michie Tomizawa (przeniosła się do Aoni Production)
- Eriko Yamashita (przeniosła się do Aoni Production)
- Keiko Yokozawa (Keiko Nanba) (reprezentuje Yūrin Pro)
- Konami Yoshida (przeniosła się do Production Tanc)
- Mayumi Yuasa (przeniosła się do Atō Production)